# Falconiformes
Falconiformes este un ordin ce cuprinde păsări răpitoare diurne.
Multe dintre speciile mai mari se hrănesc și cu hoituri. Toate au cioc puternic, încovoiat (cu care prada este sfâșiată în bucăți) și degetele cu gheare ascuțite, puternice, cu care prada este capturată, omorâtă și ținută. De obicei sexele sunt asemănătoare, însă de regulă, femelele sunt mai mari decât masculii. Anumite specii, și anume șerparul (Circaetus gallicus), șorecarul incălțat (Buteo lagopus), uliganul pescar (Pandion haliaetus) și vânturelul roșu (Falco tinnunculus) pot fi văzuți deseori fluturând din aripi pe loc la înălțimi mari deasupra solului, căutându-și prada (în așa-numitul zbor staționar).
Cladograma Telluravelor prezentată mai jos se bazează pe studiul lui Josefin Stiller și colaboratorii publicat în 2024. Numerele speciilor sunt preluate din versiunea din decembrie 2023 a listei menținute de Frank Gill, Pamela C. Rasmussen și David Donsker în numele Comitetului Ornitologic Internațional (COI). Această listă include Cathartiformes (vulturii din Lumea Nouă) în ordinul Accipitriformes.
|  | Strigiformes (bufnițe – 254 specii) |
|  | |
|  | \| \| Cathartiformes (vulturi americani – 7 specii) \| \| \| \| \| \| Accipitriformes (uli, șorecari, acvile, pasărea secretar – 258 specii) \| \| \| \| |
|  | |
|  | Cathartiformes (vulturi americani – 7 specii) |
|  | |
|  | Accipitriformes (uli, șorecari, acvile, pasărea secretar – 258 specii)                                                                                   |
|  | |

|  | Cathartiformes (vulturi americani – 7 specii)                          |
|  |                                                                        |
|  | Accipitriformes (uli, șorecari, acvile, pasărea secretar – 258 specii) |
|  |                                                                        |

|  | Bucerotiformes (păsărea rinocer și rude – 77 specii)                                                                            |
|  | |
|  | \| \| Coraciiformes (pescărei și rude – 186 specii) \| \| \| \| \| \| Piciformes (ciocănitori și rude – 448 specii) \| \| \| \| |
|  | |
|  | Coraciiformes (pescărei și rude – 186 specii)                                                                                   |
|  | |
|  | Piciformes (ciocănitori și rude – 448 specii)                                                                                   |
|  | |

|  | Coraciiformes (pescărei și rude – 186 specii) |
|  |                                               |
|  | Piciformes (ciocănitori și rude – 448 specii) |
|  |                                               |

|  | Bucerotiformes (păsărea rinocer și rude – 77 specii)                                                                            |
|  | |
|  | \| \| Coraciiformes (pescărei și rude – 186 specii) \| \| \| \| \| \| Piciformes (ciocănitori și rude – 448 specii) \| \| \| \| |
|  | |
|  | Coraciiformes (pescărei și rude – 186 specii)                                                                                   |
|  | |
|  | Piciformes (ciocănitori și rude – 448 specii)                                                                                   |
|  | |

|  | Coraciiformes (pescărei și rude – 186 specii) |
|  |                                               |
|  | Piciformes (ciocănitori și rude – 448 specii) |
|  |                                               |

|  | Bucerotiformes (păsărea rinocer și rude – 77 specii)                                                                            |
|  | |
|  | \| \| Coraciiformes (pescărei și rude – 186 specii) \| \| \| \| \| \| Piciformes (ciocănitori și rude – 448 specii) \| \| \| \| |
|  | |
|  | Coraciiformes (pescărei și rude – 186 specii)                                                                                   |
|  | |
|  | Piciformes (ciocănitori și rude – 448 specii)                                                                                   |
|  | |

|  | Coraciiformes (pescărei și rude – 186 specii) |
|  |                                               |
|  | Piciformes (ciocănitori și rude – 448 specii) |
|  |                                               |

|  | Bucerotiformes (păsărea rinocer și rude – 77 specii)                                                                            |
|  | |
|  | \| \| Coraciiformes (pescărei și rude – 186 specii) \| \| \| \| \| \| Piciformes (ciocănitori și rude – 448 specii) \| \| \| \| |
|  | |
|  | Coraciiformes (pescărei și rude – 186 specii)                                                                                   |
|  | |
|  | Piciformes (ciocănitori și rude – 448 specii)                                                                                   |
|  | |

|  | Coraciiformes (pescărei și rude – 186 specii) |
|  |                                               |
|  | Piciformes (ciocănitori și rude – 448 specii) |
|  |                                               |

|  | Bucerotiformes (păsărea rinocer și rude – 77 specii)                                                                            |
|  | |
|  | \| \| Coraciiformes (pescărei și rude – 186 specii) \| \| \| \| \| \| Piciformes (ciocănitori și rude – 448 specii) \| \| \| \| |
|  | |
|  | Coraciiformes (pescărei și rude – 186 specii)                                                                                   |
|  | |
|  | Piciformes (ciocănitori și rude – 448 specii)                                                                                   |
|  | |

|  | Coraciiformes (pescărei și rude – 186 specii) |
|  |                                               |
|  | Piciformes (ciocănitori și rude – 448 specii) |
|  |                                               |

|  | Bucerotiformes (păsărea rinocer și rude – 77 specii)                                                                            |
|  | |
|  | \| \| Coraciiformes (pescărei și rude – 186 specii) \| \| \| \| \| \| Piciformes (ciocănitori și rude – 448 specii) \| \| \| \| |
|  | |
|  | Coraciiformes (pescărei și rude – 186 specii)                                                                                   |
|  | |
|  | Piciformes (ciocănitori și rude – 448 specii)                                                                                   |
|  | |

|  | Coraciiformes (pescărei și rude – 186 specii) |
|  |                                               |
|  | Piciformes (ciocănitori și rude – 448 specii) |
|  |                                               |

|  | Bucerotiformes (păsărea rinocer și rude – 77 specii)                                                                            |
|  | |
|  | \| \| Coraciiformes (pescărei și rude – 186 specii) \| \| \| \| \| \| Piciformes (ciocănitori și rude – 448 specii) \| \| \| \| |
|  | |
|  | Coraciiformes (pescărei și rude – 186 specii)                                                                                   |
|  | |
|  | Piciformes (ciocănitori și rude – 448 specii)                                                                                   |
|  | |

|  | Coraciiformes (pescărei și rude – 186 specii) |
|  |                                               |
|  | Piciformes (ciocănitori și rude – 448 specii) |
|  |                                               |

|  | Bucerotiformes (păsărea rinocer și rude – 77 specii)                                                                            |
|  | |
|  | \| \| Coraciiformes (pescărei și rude – 186 specii) \| \| \| \| \| \| Piciformes (ciocănitori și rude – 448 specii) \| \| \| \| |
|  | |
|  | Coraciiformes (pescărei și rude – 186 specii)                                                                                   |
|  | |
|  | Piciformes (ciocănitori și rude – 448 specii)                                                                                   |
|  | |

|  | Coraciiformes (pescărei și rude – 186 specii) |
|  |                                               |
|  | Piciformes (ciocănitori și rude – 448 specii) |
|  |                                               |

|  | Strigiformes (bufnițe – 254 specii) |
|  | |
|  | \| \| Cathartiformes (vulturi americani – 7 specii) \| \| \| \| \| \| Accipitriformes (uli, șorecari, acvile, pasărea secretar – 258 specii) \| \| \| \| |
|  | |
|  | Cathartiformes (vulturi americani – 7 specii) |
|  | |
|  | Accipitriformes (uli, șorecari, acvile, pasărea secretar – 258 specii)                                                                                   |
|  | |

|  | Cathartiformes (vulturi americani – 7 specii)                          |
|  |                                                                        |
|  | Accipitriformes (uli, șorecari, acvile, pasărea secretar – 258 specii) |
|  |                                                                        |

|  | Bucerotiformes (păsărea rinocer și rude – 77 specii)                                                                            |
|  | |
|  | \| \| Coraciiformes (pescărei și rude – 186 specii) \| \| \| \| \| \| Piciformes (ciocănitori și rude – 448 specii) \| \| \| \| |
|  | |
|  | Coraciiformes (pescărei și rude – 186 specii)                                                                                   |
|  | |
|  | Piciformes (ciocănitori și rude – 448 specii)                                                                                   |
|  | |

|  | Coraciiformes (pescărei și rude – 186 specii) |
|  |                                               |
|  | Piciformes (ciocănitori și rude – 448 specii) |
|  |                                               |

|  | Bucerotiformes (păsărea rinocer și rude – 77 specii)                                                                            |
|  | |
|  | \| \| Coraciiformes (pescărei și rude – 186 specii) \| \| \| \| \| \| Piciformes (ciocănitori și rude – 448 specii) \| \| \| \| |
|  | |
|  | Coraciiformes (pescărei și rude – 186 specii)                                                                                   |
|  | |
|  | Piciformes (ciocănitori și rude – 448 specii)                                                                                   |
|  | |

|  | Coraciiformes (pescărei și rude – 186 specii) |
|  |                                               |
|  | Piciformes (ciocănitori și rude – 448 specii) |
|  |                                               |

|  | Bucerotiformes (păsărea rinocer și rude – 77 specii)                                                                            |
|  | |
|  | \| \| Coraciiformes (pescărei și rude – 186 specii) \| \| \| \| \| \| Piciformes (ciocănitori și rude – 448 specii) \| \| \| \| |
|  | |
|  | Coraciiformes (pescărei și rude – 186 specii)                                                                                   |
|  | |
|  | Piciformes (ciocănitori și rude – 448 specii)                                                                                   |
|  | |

|  | Coraciiformes (pescărei și rude – 186 specii) |
|  |                                               |
|  | Piciformes (ciocănitori și rude – 448 specii) |
|  |                                               |

|  | Bucerotiformes (păsărea rinocer și rude – 77 specii)                                                                            |
|  | |
|  | \| \| Coraciiformes (pescărei și rude – 186 specii) \| \| \| \| \| \| Piciformes (ciocănitori și rude – 448 specii) \| \| \| \| |
|  | |
|  | Coraciiformes (pescărei și rude – 186 specii)                                                                                   |
|  | |
|  | Piciformes (ciocănitori și rude – 448 specii)                                                                                   |
|  | |

|  | Coraciiformes (pescărei și rude – 186 specii) |
|  |                                               |
|  | Piciformes (ciocănitori și rude – 448 specii) |
|  |                                               |

|  | Bucerotiformes (păsărea rinocer și rude – 77 specii)                                                                            |
|  | |
|  | \| \| Coraciiformes (pescărei și rude – 186 specii) \| \| \| \| \| \| Piciformes (ciocănitori și rude – 448 specii) \| \| \| \| |
|  | |
|  | Coraciiformes (pescărei și rude – 186 specii)                                                                                   |
|  | |
|  | Piciformes (ciocănitori și rude – 448 specii)                                                                                   |
|  | |

|  | Coraciiformes (pescărei și rude – 186 specii) |
|  |                                               |
|  | Piciformes (ciocănitori și rude – 448 specii) |
|  |                                               |

|  | Bucerotiformes (păsărea rinocer și rude – 77 specii)                                                                            |
|  | |
|  | \| \| Coraciiformes (pescărei și rude – 186 specii) \| \| \| \| \| \| Piciformes (ciocănitori și rude – 448 specii) \| \| \| \| |
|  | |
|  | Coraciiformes (pescărei și rude – 186 specii)                                                                                   |
|  | |
|  | Piciformes (ciocănitori și rude – 448 specii)                                                                                   |
|  | |

|  | Coraciiformes (pescărei și rude – 186 specii) |
|  |                                               |
|  | Piciformes (ciocănitori și rude – 448 specii) |
|  |                                               |

|  | Bucerotiformes (păsărea rinocer și rude – 77 specii)                                                                            |
|  | |
|  | \| \| Coraciiformes (pescărei și rude – 186 specii) \| \| \| \| \| \| Piciformes (ciocănitori și rude – 448 specii) \| \| \| \| |
|  | |
|  | Coraciiformes (pescărei și rude – 186 specii)                                                                                   |
|  | |
|  | Piciformes (ciocănitori și rude – 448 specii)                                                                                   |
|  | |

|  | Coraciiformes (pescărei și rude – 186 specii) |
|  |                                               |
|  | Piciformes (ciocănitori și rude – 448 specii) |
|  |                                               |

|  | Bucerotiformes (păsărea rinocer și rude – 77 specii)                                                                            |
|  | |
|  | \| \| Coraciiformes (pescărei și rude – 186 specii) \| \| \| \| \| \| Piciformes (ciocănitori și rude – 448 specii) \| \| \| \| |
|  | |
|  | Coraciiformes (pescărei și rude – 186 specii)                                                                                   |
|  | |
|  | Piciformes (ciocănitori și rude – 448 specii)                                                                                   |
|  | |

|  | Coraciiformes (pescărei și rude – 186 specii) |
|  |                                               |
|  | Piciformes (ciocănitori și rude – 448 specii) |
|  |                                               |

|  | Falconiformes (șoimi – 65 specii)                                                                                  |
|  | |
|  | \| \| Psittaciformes (papagali – 408 specii) \| \| \| \| \| \| Passeriformes (păsărele – 6.719 specii) \| \| \| \| |
|  | |
|  | Psittaciformes (papagali – 408 specii)                                                                             |
|  | |
|  | Passeriformes (păsărele – 6.719 specii)                                                                            |
|  | |

|  | Psittaciformes (papagali – 408 specii)  |
|  |                                         |
|  | Passeriformes (păsărele – 6.719 specii) |
|  |                                         |

|  | Falconiformes (șoimi – 65 specii)                                                                                  |
|  | |
|  | \| \| Psittaciformes (papagali – 408 specii) \| \| \| \| \| \| Passeriformes (păsărele – 6.719 specii) \| \| \| \| |
|  | |
|  | Psittaciformes (papagali – 408 specii)                                                                             |
|  | |
|  | Passeriformes (păsărele – 6.719 specii)                                                                            |
|  | |

|  | Psittaciformes (papagali – 408 specii)  |
|  |                                         |
|  | Passeriformes (păsărele – 6.719 specii) |
|  |                                         |

|  | Strigiformes (bufnițe – 254 specii) |
|  | |
|  | \| \| Cathartiformes (vulturi americani – 7 specii) \| \| \| \| \| \| Accipitriformes (uli, șorecari, acvile, pasărea secretar – 258 specii) \| \| \| \| |
|  | |
|  | Cathartiformes (vulturi americani – 7 specii) |
|  | |
|  | Accipitriformes (uli, șorecari, acvile, pasărea secretar – 258 specii)                                                                                   |
|  | |

|  | Cathartiformes (vulturi americani – 7 specii)                          |
|  |                                                                        |
|  | Accipitriformes (uli, șorecari, acvile, pasărea secretar – 258 specii) |
|  |                                                                        |

|  | Bucerotiformes (păsărea rinocer și rude – 77 specii)                                                                            |
|  | |
|  | \| \| Coraciiformes (pescărei și rude – 186 specii) \| \| \| \| \| \| Piciformes (ciocănitori și rude – 448 specii) \| \| \| \| |
|  | |
|  | Coraciiformes (pescărei și rude – 186 specii)                                                                                   |
|  | |
|  | Piciformes (ciocănitori și rude – 448 specii)                                                                                   |
|  | |

|  | Coraciiformes (pescărei și rude – 186 specii) |
|  |                                               |
|  | Piciformes (ciocănitori și rude – 448 specii) |
|  |                                               |

|  | Bucerotiformes (păsărea rinocer și rude – 77 specii)                                                                            |
|  | |
|  | \| \| Coraciiformes (pescărei și rude – 186 specii) \| \| \| \| \| \| Piciformes (ciocănitori și rude – 448 specii) \| \| \| \| |
|  | |
|  | Coraciiformes (pescărei și rude – 186 specii)                                                                                   |
|  | |
|  | Piciformes (ciocănitori și rude – 448 specii)                                                                                   |
|  | |

|  | Coraciiformes (pescărei și rude – 186 specii) |
|  |                                               |
|  | Piciformes (ciocănitori și rude – 448 specii) |
|  |                                               |

|  | Bucerotiformes (păsărea rinocer și rude – 77 specii)                                                                            |
|  | |
|  | \| \| Coraciiformes (pescărei și rude – 186 specii) \| \| \| \| \| \| Piciformes (ciocănitori și rude – 448 specii) \| \| \| \| |
|  | |
|  | Coraciiformes (pescărei și rude – 186 specii)                                                                                   |
|  | |
|  | Piciformes (ciocănitori și rude – 448 specii)                                                                                   |
|  | |

|  | Coraciiformes (pescărei și rude – 186 specii) |
|  |                                               |
|  | Piciformes (ciocănitori și rude – 448 specii) |
|  |                                               |

|  | Bucerotiformes (păsărea rinocer și rude – 77 specii)                                                                            |
|  | |
|  | \| \| Coraciiformes (pescărei și rude – 186 specii) \| \| \| \| \| \| Piciformes (ciocănitori și rude – 448 specii) \| \| \| \| |
|  | |
|  | Coraciiformes (pescărei și rude – 186 specii)                                                                                   |
|  | |
|  | Piciformes (ciocănitori și rude – 448 specii)                                                                                   |
|  | |

|  | Coraciiformes (pescărei și rude – 186 specii) |
|  |                                               |
|  | Piciformes (ciocănitori și rude – 448 specii) |
|  |                                               |

|  | Bucerotiformes (păsărea rinocer și rude – 77 specii)                                                                            |
|  | |
|  | \| \| Coraciiformes (pescărei și rude – 186 specii) \| \| \| \| \| \| Piciformes (ciocănitori și rude – 448 specii) \| \| \| \| |
|  | |
|  | Coraciiformes (pescărei și rude – 186 specii)                                                                                   |
|  | |
|  | Piciformes (ciocănitori și rude – 448 specii)                                                                                   |
|  | |

|  | Coraciiformes (pescărei și rude – 186 specii) |
|  |                                               |
|  | Piciformes (ciocănitori și rude – 448 specii) |
|  |                                               |

|  | Bucerotiformes (păsărea rinocer și rude – 77 specii)                                                                            |
|  | |
|  | \| \| Coraciiformes (pescărei și rude – 186 specii) \| \| \| \| \| \| Piciformes (ciocănitori și rude – 448 specii) \| \| \| \| |
|  | |
|  | Coraciiformes (pescărei și rude – 186 specii)                                                                                   |
|  | |
|  | Piciformes (ciocănitori și rude – 448 specii)                                                                                   |
|  | |

|  | Coraciiformes (pescărei și rude – 186 specii) |
|  |                                               |
|  | Piciformes (ciocănitori și rude – 448 specii) |
|  |                                               |

|  | Bucerotiformes (păsărea rinocer și rude – 77 specii)                                                                            |
|  | |
|  | \| \| Coraciiformes (pescărei și rude – 186 specii) \| \| \| \| \| \| Piciformes (ciocănitori și rude – 448 specii) \| \| \| \| |
|  | |
|  | Coraciiformes (pescărei și rude – 186 specii)                                                                                   |
|  | |
|  | Piciformes (ciocănitori și rude – 448 specii)                                                                                   |
|  | |

|  | Coraciiformes (pescărei și rude – 186 specii) |
|  |                                               |
|  | Piciformes (ciocănitori și rude – 448 specii) |
|  |                                               |

|  | Bucerotiformes (păsărea rinocer și rude – 77 specii)                                                                            |
|  | |
|  | \| \| Coraciiformes (pescărei și rude – 186 specii) \| \| \| \| \| \| Piciformes (ciocănitori și rude – 448 specii) \| \| \| \| |
|  | |
|  | Coraciiformes (pescărei și rude – 186 specii)                                                                                   |
|  | |
|  | Piciformes (ciocănitori și rude – 448 specii)                                                                                   |
|  | |

|  | Coraciiformes (pescărei și rude – 186 specii) |
|  |                                               |
|  | Piciformes (ciocănitori și rude – 448 specii) |
|  |                                               |

|  | Strigiformes (bufnițe – 254 specii) |
|  | |
|  | \| \| Cathartiformes (vulturi americani – 7 specii) \| \| \| \| \| \| Accipitriformes (uli, șorecari, acvile, pasărea secretar – 258 specii) \| \| \| \| |
|  | |
|  | Cathartiformes (vulturi americani – 7 specii) |
|  | |
|  | Accipitriformes (uli, șorecari, acvile, pasărea secretar – 258 specii)                                                                                   |
|  | |

|  | Cathartiformes (vulturi americani – 7 specii)                          |
|  |                                                                        |
|  | Accipitriformes (uli, șorecari, acvile, pasărea secretar – 258 specii) |
|  |                                                                        |

|  | Bucerotiformes (păsărea rinocer și rude – 77 specii)                                                                            |
|  | |
|  | \| \| Coraciiformes (pescărei și rude – 186 specii) \| \| \| \| \| \| Piciformes (ciocănitori și rude – 448 specii) \| \| \| \| |
|  | |
|  | Coraciiformes (pescărei și rude – 186 specii)                                                                                   |
|  | |
|  | Piciformes (ciocănitori și rude – 448 specii)                                                                                   |
|  | |

|  | Coraciiformes (pescărei și rude – 186 specii) |
|  |                                               |
|  | Piciformes (ciocănitori și rude – 448 specii) |
|  |                                               |

|  | Bucerotiformes (păsărea rinocer și rude – 77 specii)                                                                            |
|  | |
|  | \| \| Coraciiformes (pescărei și rude – 186 specii) \| \| \| \| \| \| Piciformes (ciocănitori și rude – 448 specii) \| \| \| \| |
|  | |
|  | Coraciiformes (pescărei și rude – 186 specii)                                                                                   |
|  | |
|  | Piciformes (ciocănitori și rude – 448 specii)                                                                                   |
|  | |

|  | Coraciiformes (pescărei și rude – 186 specii) |
|  |                                               |
|  | Piciformes (ciocănitori și rude – 448 specii) |
|  |                                               |

|  | Bucerotiformes (păsărea rinocer și rude – 77 specii)                                                                            |
|  | |
|  | \| \| Coraciiformes (pescărei și rude – 186 specii) \| \| \| \| \| \| Piciformes (ciocănitori și rude – 448 specii) \| \| \| \| |
|  | |
|  | Coraciiformes (pescărei și rude – 186 specii)                                                                                   |
|  | |
|  | Piciformes (ciocănitori și rude – 448 specii)                                                                                   |
|  | |

|  | Coraciiformes (pescărei și rude – 186 specii) |
|  |                                               |
|  | Piciformes (ciocănitori și rude – 448 specii) |
|  |                                               |

|  | Bucerotiformes (păsărea rinocer și rude – 77 specii)                                                                            |
|  | |
|  | \| \| Coraciiformes (pescărei și rude – 186 specii) \| \| \| \| \| \| Piciformes (ciocănitori și rude – 448 specii) \| \| \| \| |
|  | |
|  | Coraciiformes (pescărei și rude – 186 specii)                                                                                   |
|  | |
|  | Piciformes (ciocănitori și rude – 448 specii)                                                                                   |
|  | |

|  | Coraciiformes (pescărei și rude – 186 specii) |
|  |                                               |
|  | Piciformes (ciocănitori și rude – 448 specii) |
|  |                                               |

|  | Bucerotiformes (păsărea rinocer și rude – 77 specii)                                                                            |
|  | |
|  | \| \| Coraciiformes (pescărei și rude – 186 specii) \| \| \| \| \| \| Piciformes (ciocănitori și rude – 448 specii) \| \| \| \| |
|  | |
|  | Coraciiformes (pescărei și rude – 186 specii)                                                                                   |
|  | |
|  | Piciformes (ciocănitori și rude – 448 specii)                                                                                   |
|  | |

|  | Coraciiformes (pescărei și rude – 186 specii) |
|  |                                               |
|  | Piciformes (ciocănitori și rude – 448 specii) |
|  |                                               |

|  | Bucerotiformes (păsărea rinocer și rude – 77 specii)                                                                            |
|  | |
|  | \| \| Coraciiformes (pescărei și rude – 186 specii) \| \| \| \| \| \| Piciformes (ciocănitori și rude – 448 specii) \| \| \| \| |
|  | |
|  | Coraciiformes (pescărei și rude – 186 specii)                                                                                   |
|  | |
|  | Piciformes (ciocănitori și rude – 448 specii)                                                                                   |
|  | |

|  | Coraciiformes (pescărei și rude – 186 specii) |
|  |                                               |
|  | Piciformes (ciocănitori și rude – 448 specii) |
|  |                                               |

|  | Bucerotiformes (păsărea rinocer și rude – 77 specii)                                                                            |
|  | |
|  | \| \| Coraciiformes (pescărei și rude – 186 specii) \| \| \| \| \| \| Piciformes (ciocănitori și rude – 448 specii) \| \| \| \| |
|  | |
|  | Coraciiformes (pescărei și rude – 186 specii)                                                                                   |
|  | |
|  | Piciformes (ciocănitori și rude – 448 specii)                                                                                   |
|  | |

|  | Coraciiformes (pescărei și rude – 186 specii) |
|  |                                               |
|  | Piciformes (ciocănitori și rude – 448 specii) |
|  |                                               |

|  | Bucerotiformes (păsărea rinocer și rude – 77 specii)                                                                            |
|  | |
|  | \| \| Coraciiformes (pescărei și rude – 186 specii) \| \| \| \| \| \| Piciformes (ciocănitori și rude – 448 specii) \| \| \| \| |
|  | |
|  | Coraciiformes (pescărei și rude – 186 specii)                                                                                   |
|  | |
|  | Piciformes (ciocănitori și rude – 448 specii)                                                                                   |
|  | |

|  | Coraciiformes (pescărei și rude – 186 specii) |
|  |                                               |
|  | Piciformes (ciocănitori și rude – 448 specii) |
|  |                                               |

|  | Falconiformes (șoimi – 65 specii)                                                                                  |
|  | |
|  | \| \| Psittaciformes (papagali – 408 specii) \| \| \| \| \| \| Passeriformes (păsărele – 6.719 specii) \| \| \| \| |
|  | |
|  | Psittaciformes (papagali – 408 specii)                                                                             |
|  | |
|  | Passeriformes (păsărele – 6.719 specii)                                                                            |
|  | |

|  | Psittaciformes (papagali – 408 specii)  |
|  |                                         |
|  | Passeriformes (păsărele – 6.719 specii) |
|  |                                         |

|  | Falconiformes (șoimi – 65 specii)                                                                                  |
|  | |
|  | \| \| Psittaciformes (papagali – 408 specii) \| \| \| \| \| \| Passeriformes (păsărele – 6.719 specii) \| \| \| \| |
|  | |
|  | Psittaciformes (papagali – 408 specii)                                                                             |
|  | |
|  | Passeriformes (păsărele – 6.719 specii)                                                                            |
|  | |

|  | Psittaciformes (papagali – 408 specii)  |
|  |                                         |
|  | Passeriformes (păsărele – 6.719 specii) |
|  |                                         |